# La Seyne-sur-Mer
La Seyne-sur-Mer is een gemeente in het Franse departement Var (regio Provence-Alpes-Côte d'Azur) en telde 62.905 inwoners op 1 januari 2022. De plaats maakt deel uit van het arrondissement Toulon.

## Geschiedenis
Tot 1657 was La Seyne een gehucht van het naburige Six-Fours. Het was een kleine vissershaven waar in 1603 de kerk Notre Dame de Bon Voyage was gebouwd. In 1652 was er een eerste pier gebouwd. In 1711 kwam er een eerste scheepswerf in La Seyne.

### Forten
La Seyne had een strategische ligging voor de bescherming van de belangrijke haven van Toulon. Daarom werden er verschillende forten gebouwd: in 1634 de Tour de Balaguier, nog versterkt in 1679, in 1680 het Fort de l’Eguillette en in 1812 het Fort Napoléon.

### Scheepsbouw
De stad ontwikkelde zich verder in de 19e eeuw. Vanaf 1835 werden de scheepswerven gemechaniseerd en in 1859 werd het spoorwegstation geopend, essentieel voor de aanvoer van staal en andere grondstoffen voor de scheepsbouw. In 1856 werd de firma Société des Forges et Chantiers de la Méditerranée. Dit werd een van de grootste scheepsbouwers van Frankrijk, dat pakketboten en marineschepen bouwde. De scheepswerven waren een doelwit voor bommenwerpers tijdens de Tweede Wereldoorlog en de stad leed aanzienlijke schade. Op het hoogtepunt werkten er meer dan 2.000 mensen op de werf, maar het bedrijf ging in 1966 failliet. In de plaats kwam de firma Constructions navales et industrielles de la Méditerranée die in de jaren 1970 tot 5.000 werknemers telde. Maar ook dit bedrijf ging overkop en alle scheepswerven verdwenen in de jaren 1980.

### Toerisme
La Seyne-sur-Mer had zich ondertussen ontwikkeld als een toeristische bestemming. Marius Michel, bijgenaamd Michel Pacha, bouwde aan het einde van de 19e eeuw een luxueuze badplaats in Tamaris op een terrein van 60 ha. Hier kwamen een casino, luxehotels en villa's. In de jaren 1950 ontwikkelde Fernand Pouillon het gehucht Les Sablettes.

## Geografie
De oppervlakte van Cergy bedroeg op 1 januari 2022 22,17 vierkante kilometer; de bevolkingsdichtheid was toen 2.837,4 inwoners per km².
De gemeente ligt op het oostelijk deel van het schiereiland van Cap Sicié. Cap Sicié is de meest zuidelijke punt van de gemeente. Verder liggen ook de rotseilanden Les Deux Frères in de gemeente.
In het zuiden van de gemeente ligt het bos van het Massif du Cap Sicé, Forêt de Janas, een gebied van 1.600 dat zich uitstrekt tot in buurgemeente Six-Fours-les-Plages.
De onderstaande kaart toont de ligging van La Seyne-sur-Mer met de belangrijkste infrastructuur en aangrenzende gemeenten.

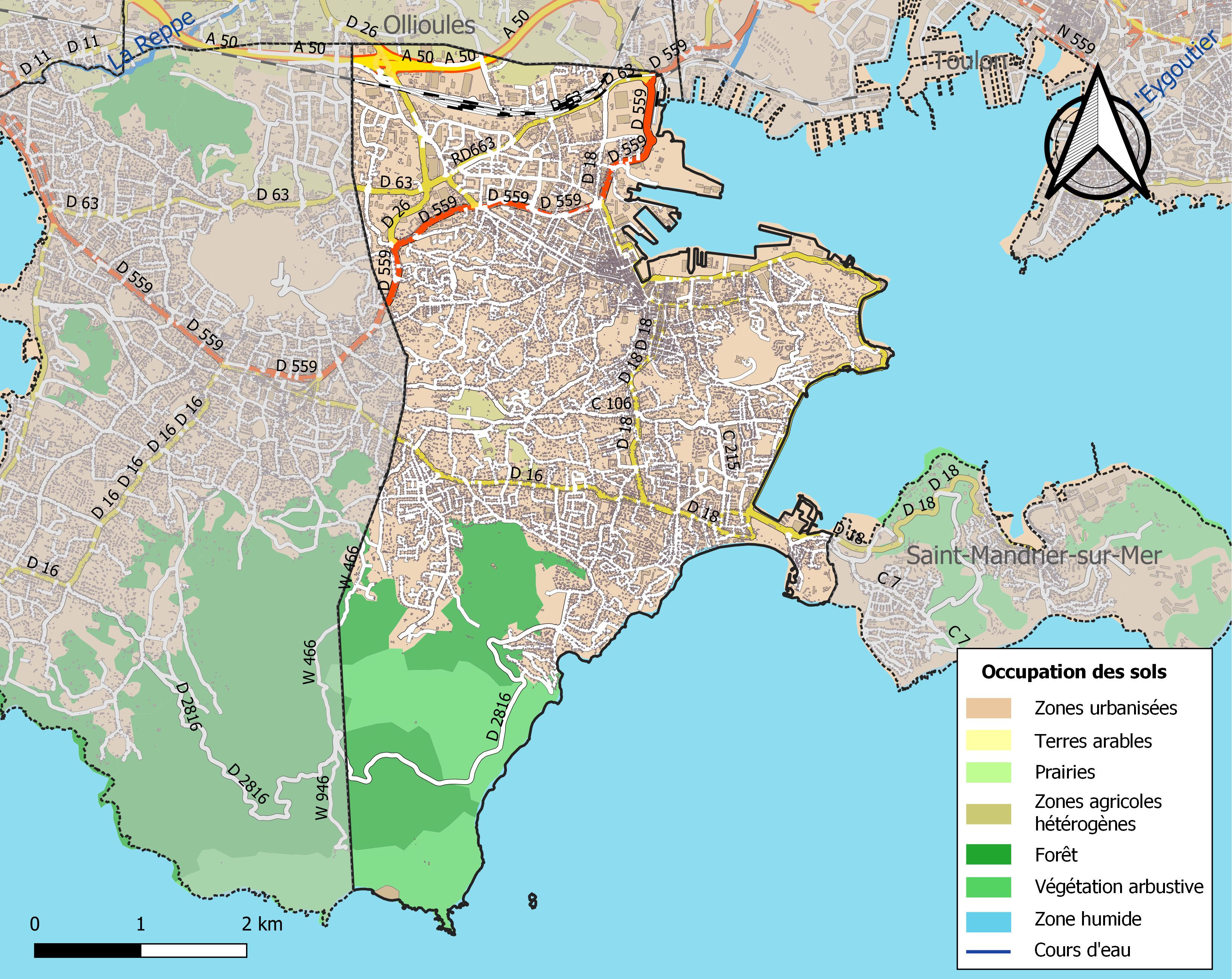

## Verkeer en vervoer
In de gemeente ligt spoorwegstation La Seyne-Six-Fours.

## Demografie
Onderstaande figuur toont het verloop van het inwonertal (bron: INSEE-tellingen).

## Geboren
- Henri Tisot (1937-2011), acteur, humorist, imitator en schrijver
- Bafétimbi Gomis (6 augustus 1985), voetballer
- Jonathan Delaplace (20 maart 1986), voetballer
- Christophe Laporte (11 december 1992), wielrenner

## Stedenbanden
- Berdjansk (Oekraïne)